# Droga N992 (Holandia)
Droga prowincjonalna N992 (nid. Provinciale weg 992) – droga prowincjonalna w Holandii, w prowincji Groningen. Łączy drogę prowincjonalną N362 na południe od Weiwerd z Woldendorp.
N992 to droga jednopasmowa o maksymalnej dopuszczalnej prędkości 80 km/h. Droga nosi kolejno nazwy Warvenweg i Provincialeweg.